# Perilissus coloradensis
Perilissus coloradensis är en stekelart som först beskrevs av William Harris Ashmead 1896.  Perilissus coloradensis ingår i släktet Perilissus och familjen brokparasitsteklar. Inga underarter finns listade i Catalogue of Life.